# Hapalonoma
Hapalonoma é um gênero de traça pertencente à família Agonoxenidae.